# 国佐
国佐（？—前573年），中国春秋时期齐国政治人物。一名宾媚人，谥号武，所以称国武子，国归父之子。齐晋鞍之战，齐国战败，他到晋国议和。前574年，齐国内乱，国佐杀死庆克。齐灵公虽与他结盟并恢复他的地位，但前573年仍听信母声孟子之言将他杀死。有子国胜、国弱。遗物有国差垆。